# Эль-Мираж (Аризона)
Эль-Мираж (англ. El Mirage) — город в округе Марикопа в штате Аризона США. По данным переписи населения США 2020 года, численность населения составляла 35 805 человек.

## Население
| 1960 | 2010[…] | 2020    |
| ---- | ------- | ------- |
| 1723 | ↗31 797 | ↗35 805 |